# Kammern im Liesingtal
Kammern im Liesingtal is een gemeente in de Oostenrijkse deelstaat Stiermarken, en maakt deel uit van het district Leoben.
Kammern im Liesingtal telt 1669 inwoners.

## Galerij

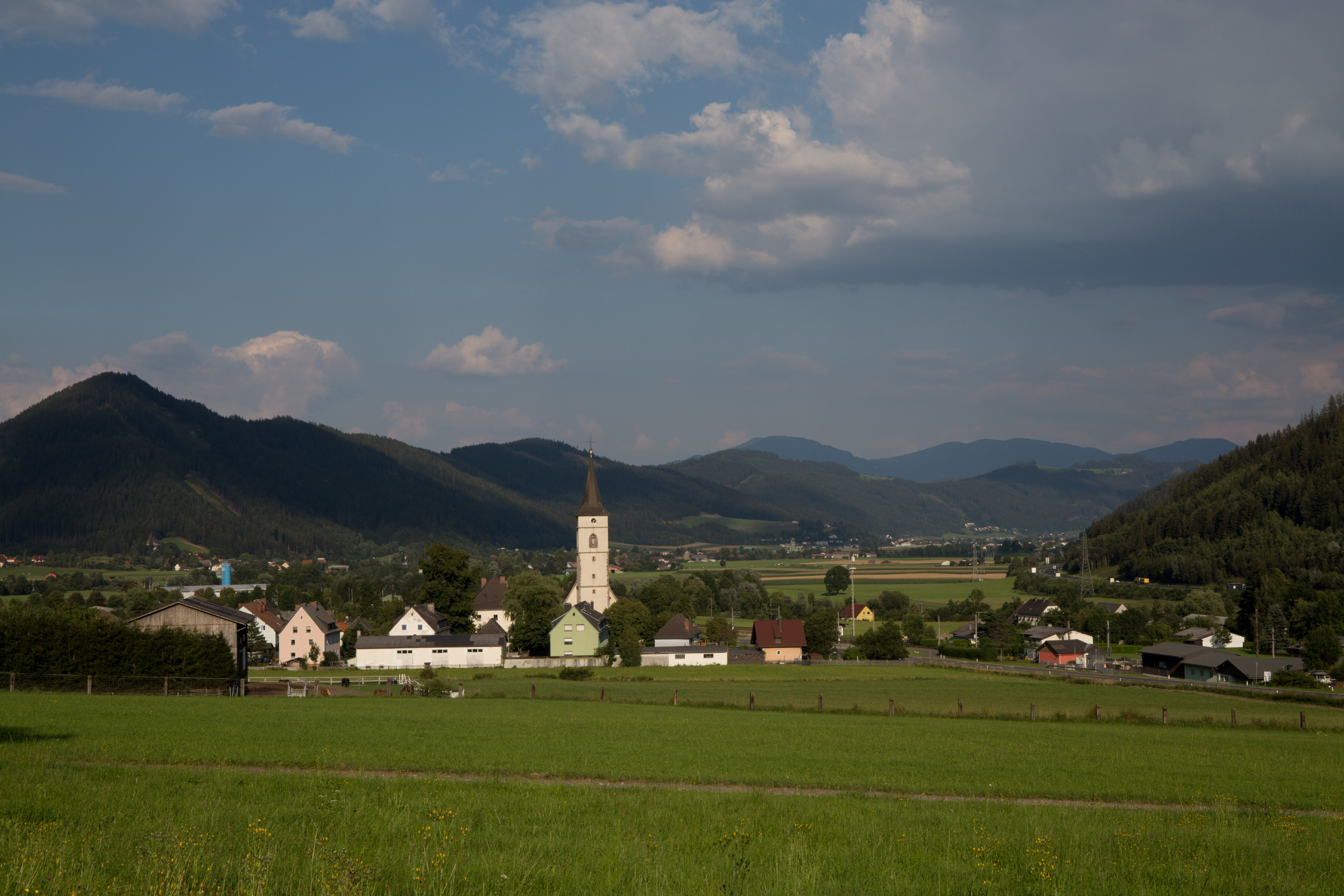
Kammern
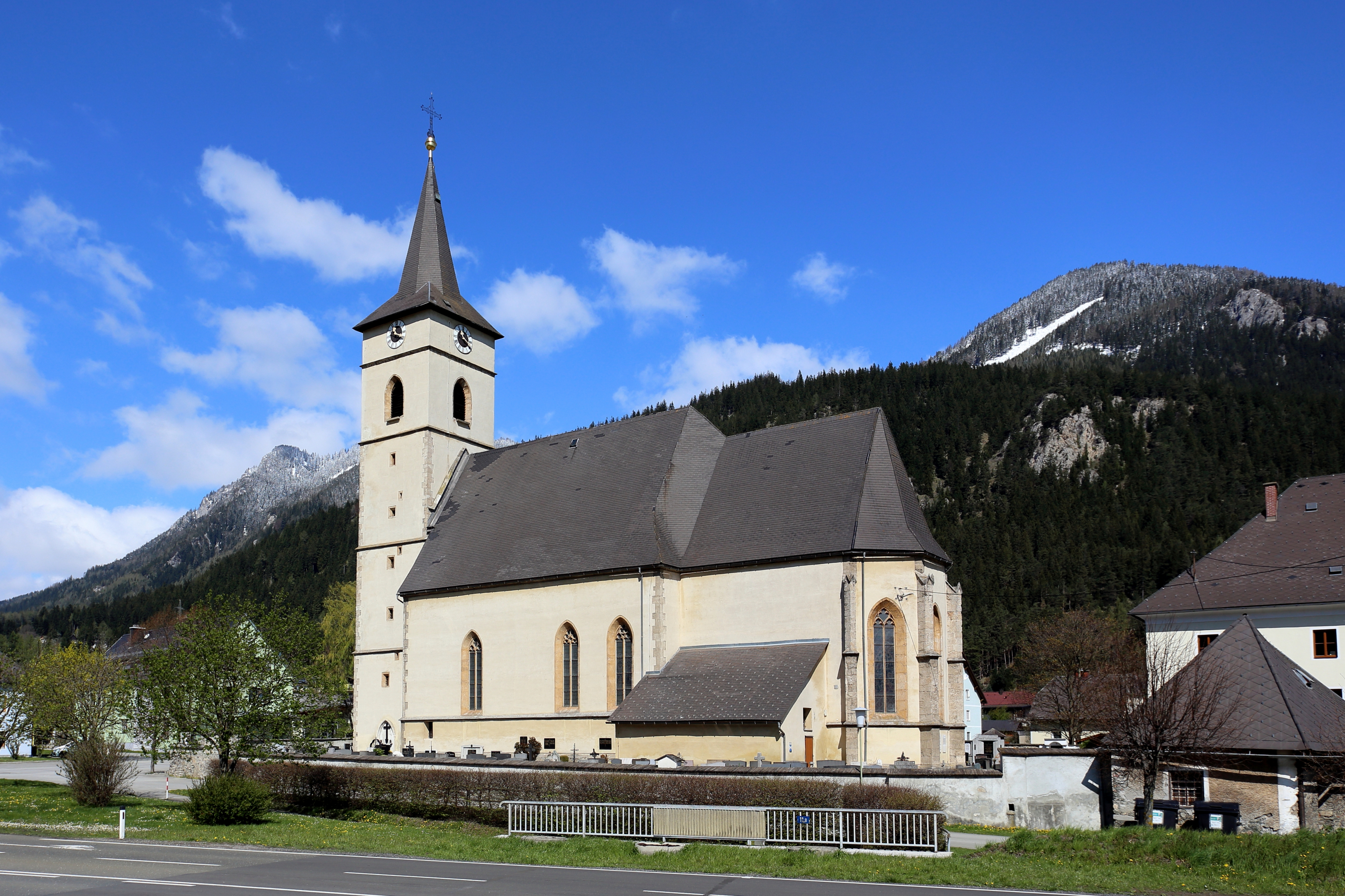
Kerk
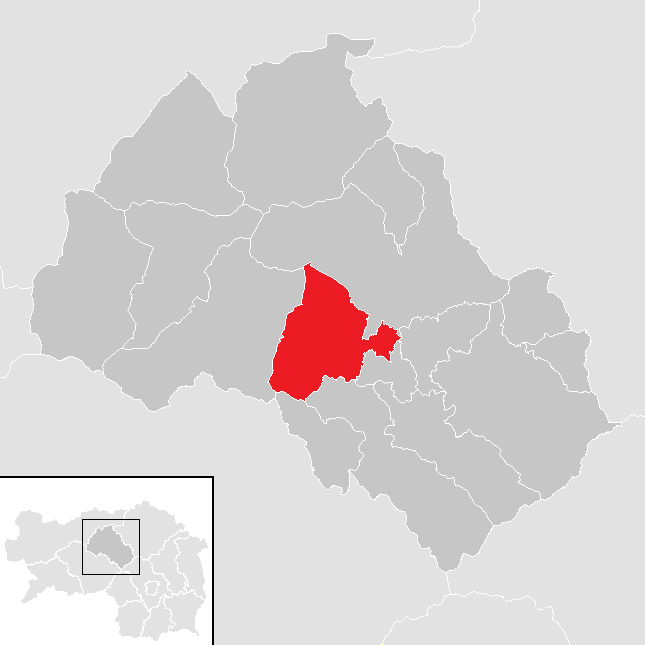
Ligging van de gemeente in het district Leoben

Stadsgemeenten:
Eisenerz ·
Leoben ·
Trofaiach

Marktgemeenten:
Kalwang ·
Kammern im Liesingtal ·
Kraubath an der Mur ·
Mautern in Steiermark ·
Niklasdorf ·
Sankt Michael in Obersteiermark ·
Sankt Peter-Freienstein ·
Vordernberg

Overige gemeenten:
Proleb ·
Radmer ·
Sankt Stefan ob Leoben ·
Traboch ·
Wald am Schoberpaß
- Gemeinsame Normdatei: 4814237-2
- Virtual International Authority File: 234357495
- WorldCat: E39PBJyWQFKRmt8hYfXPjvYtrq